# L'Étudiante et Monsieur Henri (film)
Pour l’article homonyme, voir L'Étudiante et Monsieur Henri.
Pour plus de détails, voir Fiche technique et Distribution.
L'Étudiante et M. Henri est un film français réalisé en 2015 par Ivan Calbérac, d'après sa propre pièce de théâtre homonyme créée en 2012.

## Synopsis
Henri, vieil acariâtre veuf depuis trente ans, est contraint d'accueillir dans son appartement parisien une jeune étudiante, Constance. Celle-ci doit supporter le caractère de son bailleur alors qu'elle souffre déjà de ses échecs dans les études et dans la musique, mais aussi de ses relations difficiles avec son père, vendeur de fruits et légumes sur les marchés d'Orléans, ainsi que de sa vie amoureuse instable. De surcroît, elle éprouve des difficultés à payer son loyer malgré un petit boulot de serveuse. En échange d'une exemption de loyer, Henri l'oblige à séduire son fils Paul, qu'il méprise, pour le séparer de sa femme Valérie, que le vieil homme déteste. Constance accepte malgré son embarras et brise effectivement le ménage. 
Sa mission accomplie, elle fait comprendre à Paul que leur aventure n'aura pas de suite. Ce dernier retrouve sa femme qui lui apprend qu'elle est enceinte, ce qu'ils espéraient depuis une décennie, et le couple se reforme. 
Dans les mois qui suivent, encouragée par Henri, Constance prépare un concours d'entrée dans une école de musique de Londres. Alors qu'elle est en Angleterre, Henri est hospitalisé dans un état grave. Avant qu'il ne meure, Paul lui présente son petit-fils et Constance lui annonce qu'elle est reçue au concours, mensonge délibéré pour qu'il s'en aille heureux.

## Fiche technique
- Titre : L'Étudiante et M. Henri
- Réalisation : Ivan Calbérac
- Scénario : Ivan Calbérac
- Production : Mandarin Films, Studiocanal, France 2 Cinéma, Les Belles Histoires Productions
- Musique : Laurent Aknin
- Genre : comédie dramatique
- Durée : 98 minutes
- Dates de sortie :
  -  France : 27 août 2015 (Festival du film francophone d'Angoulême), 7 octobre 2015 (sortie nationale en France)

## Distribution
- Claude Brasseur : Henri Voizot
- Guillaume de Tonquédec : Paul Voizot
- Noémie Schmidt : Constance Piponnier
- Frédérique Bel : Valérie Voizot
- Thomas Solivérès : Matthieu
- Valérie Keruzoré : la mère de Constance
- Stéphan Wojtowicz : le père de Constance
- Antoine Glémain : le frère de Constance
- Nicolas Guillot : Simon, le DJ
- Grégori Baquet : Arthur, moniteur auto-école
- Anne Loiret : l'examinatrice auto-école
- Pierre Cassignard : Jérôme, ami de Paul

## Production
La pièce de théâtre dont est tiré le film  a été créée en 2012 et mise en scène par José Paul. La distribution était la suivante : Roger Dumas, José Paul ou Sebastien Castro, Lysiane Meis et Claudia Dimier.
Le film est tourné à Paris, en Seine-Saint-Denis (Pantin), en Hauts-de-Seine (Sceaux), dans les Yvelines (Chatou), dans le Val-de-Marne (Saint-Maur-des-Fossés) et dans le Loiret (Orléans).

## Accueil
Le film est présenté au Festival du film francophone d'Angoulême en août 2015 ; les dialogues, comme dans la pièce, sont jugés « d'une efficacité redoutable ».

## Distinctions
- Festival du film de Cabourg 2016 : Prix Premiers Rendez-vous pour Noémie Schmidt.